# Landgraviat de Hessen
El landgraviat de Hessen va ser un estat dins del Sacre Imperi Romanogermànic. Va existir com a entitat única des 1264-1567, quan Felip el Magnànim va dividir el territori entre els seus quatre fills. La seva àrea històrica era al nord i centre del modern Estat Popular de Hessen, en el que actualment és Alemanya. Va tenir com a capitals durant breu temps a Marburg i Gudensberg, però des de 1277 la seva capital seria la ciutat de Kassel. Abans de 1500, el landgraviat havia estès els seus límits fins als rius Rin i Neckar. Va ser governat durant tota la seva història per la Casa de Hessen.
A inicis de l'edat mitjana, Hesse formava part del Landgraviat de Turíngia. Després de la mort sense fills de Lluís IV de Turíngia i la Guerra de Successió Turíngia, Hesse va ser heretat pel fill menor del duc Enric II de Brabant. Enric I de Hessen, el Nen, es va convertir així en el primer landgravi de Hesse en 1246, independitzant aquesta part de la resta de Turíngia, que va ser heretat per la Casa de Wettin. El landgraviat va ser confirmat en 1292 pel rei Adolf de Nassau. Durant el govern del landgravi Felip el Magnànim, Hesse va aconseguir rellevància en abraçar la causa protestant i ser un dels poderosos estats pioners defensors de la reforma, al costat de Saxònia i Württemberg.
Com molts estats de l'Imperi, Hessen es va dividir entre branques de la mateixa dinastia en diverses ocasions, però, aquestes primeres divisions no van tenir continuïtat. La primera divisió va tenir lloc a la mort del primer landgravi el 1308, quan els seus dos fills van heretar el Baix Hesse (sota el govern d'Otó, amb capital a Kassel) i l'Alt Hesse (governat per Joan, amb capital a Marburg). Quan Joan va morir el 1311, el landgraviat es va reunificar sota el seu germà Otó.
El landgraviat es va dividir definitivament a la mort de Felip el Magnànim el 1567. Felip repartir Hesse entre els seus quatre fills barons del seu primer matrimoni, d'aquesta divisió sorgeixen quatre landgraviats:
- Landgraviat de Hessen-Kassel
- Landgraviat de Hessen-Marburg
- Landgraviat de Hessen-Rheinfels
- Landgraviat de Hessen-Darmstadt

De tots ells, només Hessen-Kassel i Hessen-Darmstadt sobreviurien fins als segles XIX i XX, respectivament. En no constituir un estat unificat, la influència de Hesse dins de l'Imperi va decaure significativament.

## Línia familiar dels Hessen
|  |  |                                               |                                               |                                               |                                               |                                               |                                               |  |  |  |  |  |  | Felip el Magnànim (1504-1567)                |                                    |                                    |                                    |                                    |                                    |  |  |  |  |                                        |                                        |                                        |                                        |                                        |                                        |  |  |  |  |  |  |  |  |  |  |  |  |  |  |  |  |  |  |
|  |  |                                               |                                               |                                               |                                               |                                               |                                               |  |  |  |  |  |  |                                              |                                    |                                    |                                    |                                    |                                    |  |  |  |  |                                        |                                        |                                        |                                        |                                        |                                        |  |  |  |  |  |  |  |  |  |  |  |  |  |  |  |  |  |  |
|  |  |                                               |                                               |                                               |                                               |                                               |                                               |  |  |  |  |  |  |                                              |                                    |                                    |                                    |                                    |                                    |  |  |  |  |                                        |                                        |                                        |                                        |                                        |                                        |  |  |  |  |  |  |  |  |  |  |  |  |  |  |  |  |  |  |
|  |  | Guillem el Savi                               | Guillem el Savi                               | Guillem el Savi                               | Guillem el Savi                               | Guillem el Savi                               | Guillem el Savi                               |  |  |  |  |  |  | Felip II de Hessen                           | Felip II de Hessen                 | Felip II de Hessen                 | Felip II de Hessen                 | Felip II de Hessen                 | Felip II de Hessen                 |  |  |  |  | Jordi I de Hessen-Darmstadt            | Jordi I de Hessen-Darmstadt            | Jordi I de Hessen-Darmstadt            | Jordi I de Hessen-Darmstadt            | Jordi I de Hessen-Darmstadt            | Jordi I de Hessen-Darmstadt            |  |  |  |  |  |  |  |  |  |  |  |  |  |  |  |  |  |  |
|  |  | Guillem el Savi                               | Guillem el Savi                               | Guillem el Savi                               | Guillem el Savi                               | Guillem el Savi                               | Guillem el Savi                               |  |  |  |  |  |  | Felip II de Hessen                           | Felip II de Hessen                 | Felip II de Hessen                 | Felip II de Hessen                 | Felip II de Hessen                 | Felip II de Hessen                 |  |  |  |  | Jordi I de Hessen-Darmstadt            | Jordi I de Hessen-Darmstadt            | Jordi I de Hessen-Darmstadt            | Jordi I de Hessen-Darmstadt            | Jordi I de Hessen-Darmstadt            | Jordi I de Hessen-Darmstadt            |  |  |  |  |  |  |  |  |  |  |  |  |  |  |  |  |  |  |
|  |  | Maurici I de Hessen-Kassel                    | Maurici I de Hessen-Kassel                    | Maurici I de Hessen-Kassel                    | Maurici I de Hessen-Kassel                    | Maurici I de Hessen-Kassel                    | Maurici I de Hessen-Kassel                    |  |  |  |  |  |  |                                              |                                    |                                    |                                    |                                    |                                    |  |  |  |  | Lluís V de Hessen-Darmstadt            | Lluís V de Hessen-Darmstadt            | Lluís V de Hessen-Darmstadt            | Lluís V de Hessen-Darmstadt            | Lluís V de Hessen-Darmstadt            | Lluís V de Hessen-Darmstadt            |  |  |  |  |  |  |  |  |  |  |  |  |  |  |  |  |  |  |
|  |  | Maurici I de Hessen-Kassel                    | Maurici I de Hessen-Kassel                    | Maurici I de Hessen-Kassel                    | Maurici I de Hessen-Kassel                    | Maurici I de Hessen-Kassel                    | Maurici I de Hessen-Kassel                    |  |  |  |  |  |  |                                              |                                    |                                    |                                    |                                    |                                    |  |  |  |  | Lluís V de Hessen-Darmstadt            | Lluís V de Hessen-Darmstadt            | Lluís V de Hessen-Darmstadt            | Lluís V de Hessen-Darmstadt            | Lluís V de Hessen-Darmstadt            | Lluís V de Hessen-Darmstadt            |  |  |  |  |  |  |  |  |  |  |  |  |  |  |  |  |  |  |
|  |  |                                               |                                               |                                               |                                               |                                               |                                               |  |  |  |  |  |  |                                              |                                    |                                    |                                    |                                    |                                    |  |  |  |  |                                        |                                        |                                        |                                        |                                        |                                        |  |  |  |  |  |  |  |  |  |  |  |  |  |  |  |  |  |  |
|  |  | Guillem V de Hessen-Kassel                    | Guillem V de Hessen-Kassel                    | Guillem V de Hessen-Kassel                    | Guillem V de Hessen-Kassel                    | Guillem V de Hessen-Kassel                    | Guillem V de Hessen-Kassel                    |  |  |  |  |  |  | Ernest de Hessen-Rheinfels                   | Ernest de Hessen-Rheinfels         | Ernest de Hessen-Rheinfels         | Ernest de Hessen-Rheinfels         | Ernest de Hessen-Rheinfels         | Ernest de Hessen-Rheinfels         |  |  |  |  | Jordi II de Hessen-Darmstadt           | Jordi II de Hessen-Darmstadt           | Jordi II de Hessen-Darmstadt           | Jordi II de Hessen-Darmstadt           | Jordi II de Hessen-Darmstadt           | Jordi II de Hessen-Darmstadt           |  |  |  |  |  |  |  |  |  |  |  |  |  |  |  |  |  |  |
|  |  | Guillem V de Hessen-Kassel                    | Guillem V de Hessen-Kassel                    | Guillem V de Hessen-Kassel                    | Guillem V de Hessen-Kassel                    | Guillem V de Hessen-Kassel                    | Guillem V de Hessen-Kassel                    |  |  |  |  |  |  | Ernest de Hessen-Rheinfels                   | Ernest de Hessen-Rheinfels         | Ernest de Hessen-Rheinfels         | Ernest de Hessen-Rheinfels         | Ernest de Hessen-Rheinfels         | Ernest de Hessen-Rheinfels         |  |  |  |  | Jordi II de Hessen-Darmstadt           | Jordi II de Hessen-Darmstadt           | Jordi II de Hessen-Darmstadt           | Jordi II de Hessen-Darmstadt           | Jordi II de Hessen-Darmstadt           | Jordi II de Hessen-Darmstadt           |  |  |  |  |  |  |  |  |  |  |  |  |  |  |  |  |  |  |
|  |  | Guillem VI de Hessen-Kassel                   | Guillem VI de Hessen-Kassel                   | Guillem VI de Hessen-Kassel                   | Guillem VI de Hessen-Kassel                   | Guillem VI de Hessen-Kassel                   | Guillem VI de Hessen-Kassel                   |  |  |  |  |  |  | Guillem de Hessen-Rheinfels                  | Guillem de Hessen-Rheinfels        | Guillem de Hessen-Rheinfels        | Guillem de Hessen-Rheinfels        | Guillem de Hessen-Rheinfels        | Guillem de Hessen-Rheinfels        |  |  |  |  | Lluís VI de Hessen-Darmstadt           | Lluís VI de Hessen-Darmstadt           | Lluís VI de Hessen-Darmstadt           | Lluís VI de Hessen-Darmstadt           | Lluís VI de Hessen-Darmstadt           | Lluís VI de Hessen-Darmstadt           |  |  |  |  |  |  |  |  |  |  |  |  |  |  |  |  |  |  |
|  |  | Guillem VI de Hessen-Kassel                   | Guillem VI de Hessen-Kassel                   | Guillem VI de Hessen-Kassel                   | Guillem VI de Hessen-Kassel                   | Guillem VI de Hessen-Kassel                   | Guillem VI de Hessen-Kassel                   |  |  |  |  |  |  | Guillem de Hessen-Rheinfels                  | Guillem de Hessen-Rheinfels        | Guillem de Hessen-Rheinfels        | Guillem de Hessen-Rheinfels        | Guillem de Hessen-Rheinfels        | Guillem de Hessen-Rheinfels        |  |  |  |  | Lluís VI de Hessen-Darmstadt           | Lluís VI de Hessen-Darmstadt           | Lluís VI de Hessen-Darmstadt           | Lluís VI de Hessen-Darmstadt           | Lluís VI de Hessen-Darmstadt           | Lluís VI de Hessen-Darmstadt           |  |  |  |  |  |  |  |  |  |  |  |  |  |  |  |  |  |  |
|  |  | Carles I de Hessen-Kassel                     | Carles I de Hessen-Kassel                     | Carles I de Hessen-Kassel                     | Carles I de Hessen-Kassel                     | Carles I de Hessen-Kassel                     | Carles I de Hessen-Kassel                     |  |  |  |  |  |  | Ernest Leopold de Hessen-Rheinfels           | Ernest Leopold de Hessen-Rheinfels | Ernest Leopold de Hessen-Rheinfels | Ernest Leopold de Hessen-Rheinfels | Ernest Leopold de Hessen-Rheinfels | Ernest Leopold de Hessen-Rheinfels |  |  |  |  | Ernest Lluís I de Hessen-Darmstadt     | Ernest Lluís I de Hessen-Darmstadt     | Ernest Lluís I de Hessen-Darmstadt     | Ernest Lluís I de Hessen-Darmstadt     | Ernest Lluís I de Hessen-Darmstadt     | Ernest Lluís I de Hessen-Darmstadt     |  |  |  |  |  |  |  |  |  |  |  |  |  |  |  |  |  |  |
|  |  | Carles I de Hessen-Kassel                     | Carles I de Hessen-Kassel                     | Carles I de Hessen-Kassel                     | Carles I de Hessen-Kassel                     | Carles I de Hessen-Kassel                     | Carles I de Hessen-Kassel                     |  |  |  |  |  |  | Ernest Leopold de Hessen-Rheinfels           | Ernest Leopold de Hessen-Rheinfels | Ernest Leopold de Hessen-Rheinfels | Ernest Leopold de Hessen-Rheinfels | Ernest Leopold de Hessen-Rheinfels | Ernest Leopold de Hessen-Rheinfels |  |  |  |  | Ernest Lluís I de Hessen-Darmstadt     | Ernest Lluís I de Hessen-Darmstadt     | Ernest Lluís I de Hessen-Darmstadt     | Ernest Lluís I de Hessen-Darmstadt     | Ernest Lluís I de Hessen-Darmstadt     | Ernest Lluís I de Hessen-Darmstadt     |  |  |  |  |  |  |  |  |  |  |  |  |  |  |  |  |  |  |
|  |  | Guillem VIII de Hessen-Kassel                 | Guillem VIII de Hessen-Kassel                 | Guillem VIII de Hessen-Kassel                 | Guillem VIII de Hessen-Kassel                 | Guillem VIII de Hessen-Kassel                 | Guillem VIII de Hessen-Kassel                 |  |  |  |  |  |  | Josep de Hessen-Rheinfels                    | Josep de Hessen-Rheinfels          | Josep de Hessen-Rheinfels          | Josep de Hessen-Rheinfels          | Josep de Hessen-Rheinfels          | Josep de Hessen-Rheinfels          |  |  |  |  | Lluís VIII de Hessen-Darmstadt         | Lluís VIII de Hessen-Darmstadt         | Lluís VIII de Hessen-Darmstadt         | Lluís VIII de Hessen-Darmstadt         | Lluís VIII de Hessen-Darmstadt         | Lluís VIII de Hessen-Darmstadt         |  |  |  |  |  |  |  |  |  |  |  |  |  |  |  |  |  |  |
|  |  | Guillem VIII de Hessen-Kassel                 | Guillem VIII de Hessen-Kassel                 | Guillem VIII de Hessen-Kassel                 | Guillem VIII de Hessen-Kassel                 | Guillem VIII de Hessen-Kassel                 | Guillem VIII de Hessen-Kassel                 |  |  |  |  |  |  | Josep de Hessen-Rheinfels                    | Josep de Hessen-Rheinfels          | Josep de Hessen-Rheinfels          | Josep de Hessen-Rheinfels          | Josep de Hessen-Rheinfels          | Josep de Hessen-Rheinfels          |  |  |  |  | Lluís VIII de Hessen-Darmstadt         | Lluís VIII de Hessen-Darmstadt         | Lluís VIII de Hessen-Darmstadt         | Lluís VIII de Hessen-Darmstadt         | Lluís VIII de Hessen-Darmstadt         | Lluís VIII de Hessen-Darmstadt         |  |  |  |  |  |  |  |  |  |  |  |  |  |  |  |  |  |  |
|  |  | Frederic II de Hessen-Kassel                  | Frederic II de Hessen-Kassel                  | Frederic II de Hessen-Kassel                  | Frederic II de Hessen-Kassel                  | Frederic II de Hessen-Kassel                  | Frederic II de Hessen-Kassel                  |  |  |  |  |  |  |                                              |                                    |                                    |                                    |                                    |                                    |  |  |  |  | Lluís IX de Hessen-Darmstadt           | Lluís IX de Hessen-Darmstadt           | Lluís IX de Hessen-Darmstadt           | Lluís IX de Hessen-Darmstadt           | Lluís IX de Hessen-Darmstadt           | Lluís IX de Hessen-Darmstadt           |  |  |  |  |  |  |  |  |  |  |  |  |  |  |  |  |  |  |
|  |  | Frederic II de Hessen-Kassel                  | Frederic II de Hessen-Kassel                  | Frederic II de Hessen-Kassel                  | Frederic II de Hessen-Kassel                  | Frederic II de Hessen-Kassel                  | Frederic II de Hessen-Kassel                  |  |  |  |  |  |  |                                              |                                    |                                    |                                    |                                    |                                    |  |  |  |  | Lluís IX de Hessen-Darmstadt           | Lluís IX de Hessen-Darmstadt           | Lluís IX de Hessen-Darmstadt           | Lluís IX de Hessen-Darmstadt           | Lluís IX de Hessen-Darmstadt           | Lluís IX de Hessen-Darmstadt           |  |  |  |  |  |  |  |  |  |  |  |  |  |  |  |  |  |  |
|  |  | Guillem I de Hessen-Kassel                    | Guillem I de Hessen-Kassel                    | Guillem I de Hessen-Kassel                    | Guillem I de Hessen-Kassel                    | Guillem I de Hessen-Kassel                    | Guillem I de Hessen-Kassel                    |  |  |  |  |  |  |                                              |                                    |                                    |                                    |                                    |                                    |  |  |  |  | Lluís I de Hessen-Darmstadt            | Lluís I de Hessen-Darmstadt            | Lluís I de Hessen-Darmstadt            | Lluís I de Hessen-Darmstadt            | Lluís I de Hessen-Darmstadt            | Lluís I de Hessen-Darmstadt            |  |  |  |  |  |  |  |  |  |  |  |  |  |  |  |  |  |  |
|  |  | Guillem I de Hessen-Kassel                    | Guillem I de Hessen-Kassel                    | Guillem I de Hessen-Kassel                    | Guillem I de Hessen-Kassel                    | Guillem I de Hessen-Kassel                    | Guillem I de Hessen-Kassel                    |  |  |  |  |  |  |                                              |                                    |                                    |                                    |                                    |                                    |  |  |  |  | Lluís I de Hessen-Darmstadt            | Lluís I de Hessen-Darmstadt            | Lluís I de Hessen-Darmstadt            | Lluís I de Hessen-Darmstadt            | Lluís I de Hessen-Darmstadt            | Lluís I de Hessen-Darmstadt            |  |  |  |  |  |  |  |  |  |  |  |  |  |  |  |  |  |  |
|  |  | Guillem II de Hessen-Kassel                   | Guillem II de Hessen-Kassel                   | Guillem II de Hessen-Kassel                   | Guillem II de Hessen-Kassel                   | Guillem II de Hessen-Kassel                   | Guillem II de Hessen-Kassel                   |  |  |  |  |  |  |                                              |                                    |                                    |                                    |                                    |                                    |  |  |  |  | Lluís II de Hessen-Darmstadt           | Lluís II de Hessen-Darmstadt           | Lluís II de Hessen-Darmstadt           | Lluís II de Hessen-Darmstadt           | Lluís II de Hessen-Darmstadt           | Lluís II de Hessen-Darmstadt           |  |  |  |  |  |  |  |  |  |  |  |  |  |  |  |  |  |  |
|  |  | Guillem II de Hessen-Kassel                   | Guillem II de Hessen-Kassel                   | Guillem II de Hessen-Kassel                   | Guillem II de Hessen-Kassel                   | Guillem II de Hessen-Kassel                   | Guillem II de Hessen-Kassel                   |  |  |  |  |  |  |                                              |                                    |                                    |                                    |                                    |                                    |  |  |  |  | Lluís II de Hessen-Darmstadt           | Lluís II de Hessen-Darmstadt           | Lluís II de Hessen-Darmstadt           | Lluís II de Hessen-Darmstadt           | Lluís II de Hessen-Darmstadt           | Lluís II de Hessen-Darmstadt           |  |  |  |  |  |  |  |  |  |  |  |  |  |  |  |  |  |  |
|  |  |                                               |                                               |                                               |                                               |                                               |                                               |  |  |  |  |  |  |                                              |                                    |                                    |                                    |                                    |                                    |  |  |  |  |                                        |                                        |                                        |                                        |                                        |                                        |  |  |  |  |  |  |  |  |  |  |  |  |  |  |  |  |  |  |
|  |  | Frederic Guillem de Hessen-Kassel (1802-1875) | Frederic Guillem de Hessen-Kassel (1802-1875) | Frederic Guillem de Hessen-Kassel (1802-1875) | Frederic Guillem de Hessen-Kassel (1802-1875) | Frederic Guillem de Hessen-Kassel (1802-1875) | Frederic Guillem de Hessen-Kassel (1802-1875) |  |  |  |  |  |  | Carles de Hessen-Darmstadt                   | Carles de Hessen-Darmstadt         | Carles de Hessen-Darmstadt         | Carles de Hessen-Darmstadt         | Carles de Hessen-Darmstadt         | Carles de Hessen-Darmstadt         |  |  |  |  | Alexandre de Hessen-Darmstadt          | Alexandre de Hessen-Darmstadt          | Alexandre de Hessen-Darmstadt          | Alexandre de Hessen-Darmstadt          | Alexandre de Hessen-Darmstadt          | Alexandre de Hessen-Darmstadt          |  |  |  |  |  |  |  |  |  |  |  |  |  |  |  |  |  |  |
|  |  | Frederic Guillem de Hessen-Kassel (1802-1875) | Frederic Guillem de Hessen-Kassel (1802-1875) | Frederic Guillem de Hessen-Kassel (1802-1875) | Frederic Guillem de Hessen-Kassel (1802-1875) | Frederic Guillem de Hessen-Kassel (1802-1875) | Frederic Guillem de Hessen-Kassel (1802-1875) |  |  |  |  |  |  | Carles de Hessen-Darmstadt                   | Carles de Hessen-Darmstadt         | Carles de Hessen-Darmstadt         | Carles de Hessen-Darmstadt         | Carles de Hessen-Darmstadt         | Carles de Hessen-Darmstadt         |  |  |  |  | Alexandre de Hessen-Darmstadt          | Alexandre de Hessen-Darmstadt          | Alexandre de Hessen-Darmstadt          | Alexandre de Hessen-Darmstadt          | Alexandre de Hessen-Darmstadt          | Alexandre de Hessen-Darmstadt          |  |  |  |  |  |  |  |  |  |  |  |  |  |  |  |  |  |  |
|  |  |                                               |                                               |                                               |                                               |                                               |                                               |  |  |  |  |  |  | Lluís IV de Hessen-Darmstadt                 | Lluís IV de Hessen-Darmstadt       | Lluís IV de Hessen-Darmstadt       | Lluís IV de Hessen-Darmstadt       | Lluís IV de Hessen-Darmstadt       | Lluís IV de Hessen-Darmstadt       |  |  |  |  | Alexandre I de Battenberg (1857 -1893) | Alexandre I de Battenberg (1857 -1893) | Alexandre I de Battenberg (1857 -1893) | Alexandre I de Battenberg (1857 -1893) | Alexandre I de Battenberg (1857 -1893) | Alexandre I de Battenberg (1857 -1893) |  |  |  |  |  |  |  |  |  |  |  |  |  |  |  |  |  |  |
|  |  |                                               |                                               |                                               |                                               |                                               |                                               |  |  |  |  |  |  | Lluís IV de Hessen-Darmstadt                 | Lluís IV de Hessen-Darmstadt       | Lluís IV de Hessen-Darmstadt       | Lluís IV de Hessen-Darmstadt       | Lluís IV de Hessen-Darmstadt       | Lluís IV de Hessen-Darmstadt       |  |  |  |  | Alexandre I de Battenberg (1857 -1893) | Alexandre I de Battenberg (1857 -1893) | Alexandre I de Battenberg (1857 -1893) | Alexandre I de Battenberg (1857 -1893) | Alexandre I de Battenberg (1857 -1893) | Alexandre I de Battenberg (1857 -1893) |  |  |  |  |  |  |  |  |  |  |  |  |  |  |  |  |  |  |
|  |  |                                               |                                               |                                               |                                               |                                               |                                               |  |  |  |  |  |  | Ernest Lluís de Hessen-Darmstadt (1868-1937) |                                    |                                    |                                    |                                    |                                    |  |  |  |  |                                        |                                        |                                        |                                        |                                        |                                        |  |  |  |  |  |  |  |  |  |  |  |  |  |  |  |  |  |  |